# Gaetano Fiorentino
Gaetano Fiorentino (Napoli, 6 luglio 1895 – 17 febbraio 1973) è stato un politico italiano.

## Biografia
Deceduto durante il suo mandato elettorale, viene sostituito da Alberto Gattoni.